# Тејодамант
Тејодамант је у грчкој митологији био краљ Дриопљана.

## Етимологија
Његово име значи „божанствени укротитељ“.

## Митологија
Са нимфом Менодиком је имао сина Хилу. Када је Херакле стигао у Трахин, настанио се ту под Кеиковом заштитом. На путу за Трахин, пролазио је кроз земљу Дриопљана и ту затекао њиховог краља како оре са ујармљеним воловима. С обзиром да је био гладан, а знајући да Дриопљани немају право на земљу, затражио је вола. Пошто је Тејодамант одбио да му га да, Херакле га је убио, узео му волове и отео сина. Према другим предањима, Тејодамант је био орач са Родоса, који је из даљине проклињао Херакла што му је одузео вола.

## Тумачење
Према неким ауторима, мит о Тејодаманту и Хераклу може да се тумачи као прехеленски обред сејања. Хераклово жртвовање вола је посвећено Геји, а отимање детета представља следећу жртву, која симболизује Плута, кога су добили Деметра и Јасије након што су водили љубав три пута у поораној бразди. Тејодамантова клетва има улогу да одвраћа божански гнев од просутог зрневља. Сам Тејодамант симболизује дух старе године, који је сада уништен.

## Друге личности
Тејодамант је и човек из Лидије, Неерин муж и Дресејев отац.